# David Twiggs

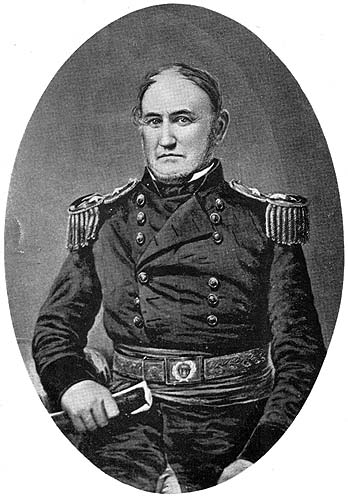
David E. Twiggs

David Emanuel Twiggs (* 1790 im Richmond County, Georgia; † 15. Juli 1862 in Augusta, Georgia) war ein US-amerikanischer Soldat während des Britisch-Amerikanischen und Mexikanisch-Amerikanischen Krieges sowie ein General in der Konföderiertenarmee während des Amerikanischen Bürgerkrieges.

## Werdegang
David Emanuel Twiggs, Sohn von John Twiggs, einem General der Georgia Miliz während des Amerikanischen Unabhängigkeitskrieges, und Neffe von David Emanuel, dem Gouverneur von Georgia und ersten jüdischen Gouverneur in den USA, wurde auf dem „Good Hope“-Anwesen in Richmond County, Georgia geboren. David entschied sich früh eine militärische Laufbahn einzuschlagen, als er sich freiwillig für den Kriegsdienst im Britisch-Amerikanischen Krieg meldete. Anschließend diente er im Seminolen- und Black Hawk Krieg.
Bei Ausbruch des Mexikanisch-Amerikanischen Krieges war er Colonel des 2. Kavallerieregiments. Er führte eine Brigade der Army of Occupation bei den Schlachten von Palo Alto und Resaca de la Palma. Dann wurde er zum Brigadegeneral befördert und kommandierte eine Division bei der Schlacht von Monterrey. Er nahm an der Winfield Scott Expedition teil, wo er die reguläre 2. Division kommandierte und diese bei allen Schlachten von Veracruz bis Mexiko-Stadt anführte. Ferner wurde er beim Angriff auf Chapultepec verwundet. Nach dem Fall von Mexiko-Stadt wurde er zum Militärgouverneur von Veracruz ernannt. Am 2. März 1847 wurde Twiggs durch den Kongress ein Ehrendegen verliehen. Der Degen wurde nach der Eroberung New Orleans 1862 wiedergefunden und 1889 an Twiggs Familie zurückgegeben.
Nach dem Mexikanisch-Amerikanischen Krieg erhielt Twiggs einen Brevet-Rang als Generalmajor und kommandierte das Department von Texas. Er führte dort das Kommando, als der Amerikanische Bürgerkrieg ausbrach. Twiggs Kommando schloss über 20 % der US-Army ein, welche die Grenze zwischen den Vereinigten Staaten und Mexiko bewachten. Als sich die Staaten begannen abzuspalten, traf sich Twiggs mit drei konföderierten Kommissaren, einschließlich Philip N. Luckett und Samuel A. Maverick, und übergab ihnen sein ganzes Kommando. Zum Zeitpunkt seiner Übergabe war Twiggs in San Antonio mit annähernd 200 Unionssoldaten, der Rest seiner Truppen war verstreut entlang der Grenze. Eine 2.000 Mann starke Sezessionistenmiliz traf in der Stadt ein, festentschlossen das Unionsarsenal dort zu erbeuten. Zahlenmäßig unterlegen, fünf zu eins, gab Twiggs am 19. Februar 1861 auf. Daraufhin wurde Twiggs wegen Hochverrats aus der US-Army entlassen und nahm ein Offizierspatent als Generalmajor von den Konföderierten Staaten an. Er wurde zum Kommandanten des konföderierten Departments von Louisiana ernannt, aber sein fortgeschrittenes Alter hielt ihn davon ab, aktiv zu kommandieren, so dass er am 11. Oktober 1861 zurücktrat. Er verstarb 1862 an einer Lungenentzündung in Augusta und wurde dann bei „Good Hope“ beigesetzt.